# Рукавишниковы
Рукавишниковы  — московские и петербургские предприниматели, благотворители.
Основатель династии — Василий Никитич Рукавишников (12 марта 1811 — 6 июня 1883). В 1855 году перебрались в Москву. Похоронены на Новодевичьем кладбище. Семья Рукавишниковых также оставила значительный след в Крыму, в том числе построила на личные средства маяк в Феодосии.
- Василий Никитич Рукавишников (1811—1883) — петербургский купец I гильдии, золотопромышленник, благотворитель
∞ Елена Кузьминична Веретенникова (?—1879)
  - Иван Васильевич (1843—1901) — тайный советник
    - Владимир Иванович (1868—1886) — в память о внезапно скончавшемся сыне Иван Васильевич построил народную лечебницу
    - Елена Ивановна (1876—1939)
∞ Владимир Дмитриевич Набоков (1869—1922)
      - Владимир Владимирович Набоков (1899—1977)

    - Василий Иванович (1872—1916) — дипломат, секретарь посольства в Риме. Был бездетен, и всё миллионное состояние и недвижимость в России завещал любимому племяннику, Володе Набокову.

  - Николай Васильевич (1846—1875) — основатель Рукавишниковского приюта
  - Константин Васильевич (1850—1915) — московский городской голова (1893—1897)
∞ Евдокия Николаевна Мамонтова (1849—1921)
    - Зинаида Константиновна (1873-?)
∞ Иван Фёдорович Мамонтов (1869−1920).
      - Сергей Иванович Мамонтов (1898−1987)

Определением Правительствующего Сената от 19.12.1883 Константин Васильевич Рукавишников с женою его Евдокией Николаевной и детьми их: Николаем, Евдокией, Зинаидой, Еленой и Марией признан, по Всемилостивейшее пожалованному ему ордена Св. Владимира 4-й степени, в потомственном дворянском достоинстве с правом на внесение в III часть дворянской родословной книги.
Иван Рукавишников, коллежский советник и Константин Рукавишников, коллежский асессор, жалованы дипломом на потомственное дворянское достоинство.

Иван Васильевич
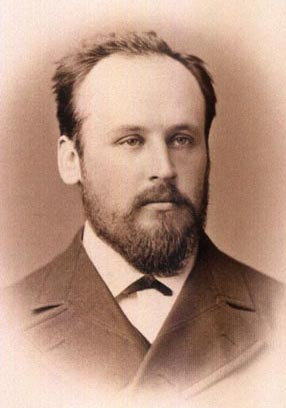
Николай Васильевич
Константин Васильевич
Евдокия Николаевна Мамонтова-Рукавишникова
Мемориальная доска Е. Рукавишниковой в Феодосии, ул. Горького, 14